# Silvia, ecc.
Silvia, ecc.  è la prima raccolta del cantautore italiano Renzo Zenobi, pubblicato dall'etichetta discografica RCA nel 1979.

## Descrizione
Raccolta delle canzoni più rappresentative dei tre album precedenti di Renzo Zenobi, alcune riarrangiate altre ricantate o remixate. Contiene anche l'inedito Che stella che sei. La nuova versione di Silvia è stata riarrangiata da Lucio Dalla che suonò anche il clarino e il sax, Ron suonò il pianoforte mentre gli altri strumenti vennero suonati dal gruppo degli Stadio.

## Tracce
LATO A
Testi e musiche di Renzo Zenobi.
1. Silvia – 4:17
2. Giornate di tenera attesa – 3:53
3. La musica – 4:01
4. Io e te su quei giorni – 5:10

Durata totale: 17:21
LATO B
Testi e musiche di Renzo Zenobi.
1. Che stella che sei – 3:23
2. E sei di nuovo solo – 3:54
3. I pescatori – 4:54
4. Danze – 5:26

Durata totale: 17:37

## Formazione
- Renzo Zenobi – voce
- Marco Nanni – basso
- Giovanni Pezzoli – batteria
- Ricky Portera – chitarra
- Ron – pianoforte
- Fabio Liberatori – tastiera
- Lucio Dalla – sax, clarino